# Semih Şentürk
Semih Şentürk (né le 29 avril 1983 à İzmir-Bornova en Turquie) est un footballeur international turc, qui évoluait au poste d'avant-centre.

## Biographie

### Club
Semih Şentürk est formé au club de Fenerbahçe. Il signe son premier contrat professionnel le 17 septembre 1999. Durant la saison 2001-2002, il est prêté à Izmirspor K.
Durant la saison 2003-2004, Semih est de plus en plus titulaire, il dispute 18 matchs. Après l'arrivée de Nicolas Anelka, il est de nouveau remplaçant.
Lors de la saison 2007-2008, Semih Şentürk est le meilleur buteur de la Turkcell Super Ligue avec 19 buts en 20 matchs. 

### Carrière internationale
Il est convoqué par Fatih Terim pour disputer l'Euro 2008 en Suisse et en Autriche. Il marque trois buts, un contre la Suisse lors du deuxième match de poule, un lors de la victoire contre la Croatie en quart de finale et un lors de la défaite contre l'Allemagne en demi-finale. Il termine deuxième meilleur marqueur ex æquo de la compétition en égalité avec Hakan Yakin, Roman Pavlyuchenko et Lukas Podolski derrière David Villa.

### Carrière d'entraîneur
En novembre 2020, Fenerbahçe a confirmé le retour de Şentürk, qui est revenu au club en tant qu'entraîneur de l'académie. En juillet 2023, après avoir occupé plusieurs postes différents au sein de l'académie du club, Şentürk a été promu entraîneur principal de l'équipe -19 ans. Le 18 septembre 2024, il a annoncé sa démission de ce poste.

## Statistiques

### Buts internationaux
| 0     | Date | Lieu | Compétition | Résultat | Adversaire | Détail | Détail | Détail | Sél. |
| ----- | --- | --- | --- | --- | --- | --- | --- | --- | --- |
| 1er   | 29 mai 2008 | MSV-Arena, Duisbourg, Allemagne                                                                                            | Match amical | V 2-0 | Finlande | 88e | du pied gauche | 2-0 | 4e |
| 2e    | 11 juin 2008 | Parc Saint-Jacques, Bâle, Suisse                                                                                           | Premier tour de l'Euro 2008                                                                                                | V 1-2 | Suisse | 57e | de la tête | 1-1 | 6e |
| 3e    | 20 juin 2008 | Stade Ernst-Happel, Vienne, Autriche                                                                                       | Quart de finale de l'Euro 2008                                                                                             | N 1-1 1-3 t.a.b | Croatie | 120+1e | du pied gauche | 1-1 | 8e |
| 4e    | 25 juin 2008 | Parc Saint-Jacques, Bâle, Suisse                                                                                           | Demi-finale de l'Euro 2008                                                                                                 | P 3-2 | Allemagne | 86e | du pied gauche | 2-2 | 9e |
| 5e    | 6 septembre 2008 | Stade Hrazdan, Erevan, Arménie                                                                                             | Éliminatoires Coupe du monde 2010                                                                                          | V 0-2 | Arménie | 77e | du pied gauche | 0-2 | 11e |
| 6e    | 1er avril 2009 | Stade Ali-Sami-Yen, Istanbul, Turquie                                                                                      | Éliminatoires Coupe du monde 2010                                                                                          | P 1-2 | Espagne | 25e | du pied gauche | 1-0 | 15e |
| 7e    | 26 mai 2010 | Veterans Stadium, New Britain, États-Unis                                                                                  | Match amical | V 2-0 | Irlande du Nord | 72e | du pied droit | 2-0 | 21e |
| 8e    | 7 septembre 2010 | Stade Şükrü Saracoğlu, Istanbul, Turquie                                                                                   | Éliminatoires Euro 2012 | V 3-2 | Belgique | 66e | du pied droit | 2-1 | 23e |
| Total | 8 buts (5 du pied droit, 2 du pied gauche et 1 de la tête), en 28 sélections entre le 17 novembre 2007 et le 10 août 2011. | 8 buts (5 du pied droit, 2 du pied gauche et 1 de la tête), en 28 sélections entre le 17 novembre 2007 et le 10 août 2011. | 8 buts (5 du pied droit, 2 du pied gauche et 1 de la tête), en 28 sélections entre le 17 novembre 2007 et le 10 août 2011. | 8 buts (5 du pied droit, 2 du pied gauche et 1 de la tête), en 28 sélections entre le 17 novembre 2007 et le 10 août 2011. | 8 buts (5 du pied droit, 2 du pied gauche et 1 de la tête), en 28 sélections entre le 17 novembre 2007 et le 10 août 2011. | 8 buts (5 du pied droit, 2 du pied gauche et 1 de la tête), en 28 sélections entre le 17 novembre 2007 et le 10 août 2011. | 8 buts (5 du pied droit, 2 du pied gauche et 1 de la tête), en 28 sélections entre le 17 novembre 2007 et le 10 août 2011. | 8 buts (5 du pied droit, 2 du pied gauche et 1 de la tête), en 28 sélections entre le 17 novembre 2007 et le 10 août 2011. | 8 buts (5 du pied droit, 2 du pied gauche et 1 de la tête), en 28 sélections entre le 17 novembre 2007 et le 10 août 2011. |

## Palmarès

### En club
| Fenerbahçe - Championnat de Turquie - Champion en 2001, 2004, 2005, 2007 et 2011 - Supercoupe de Turquie - Vainqueur en 2007 (en) et 2009 (en) - Coupe de Turquie - Vainqueur en 2012 et 2013 |

### En sélection
| Turquie - Championnat d'Europe - Demi-finaliste en 2008 |

### Distinction personnelle
- Meilleur buteur de Süper Lig en 2008 (17 buts)